# اس‌اس مینستون
اس‌اس مینستون (به انگلیسی: SS Minnesotan) یک کشتی بود که طول آن ۴۰۷ فوت ۷ اینچ (۱۲۴٫۲۳ متر) بود. این کشتی در سال ۱۹۱۲ ساخته شد.